# みいつ (クルアーン)

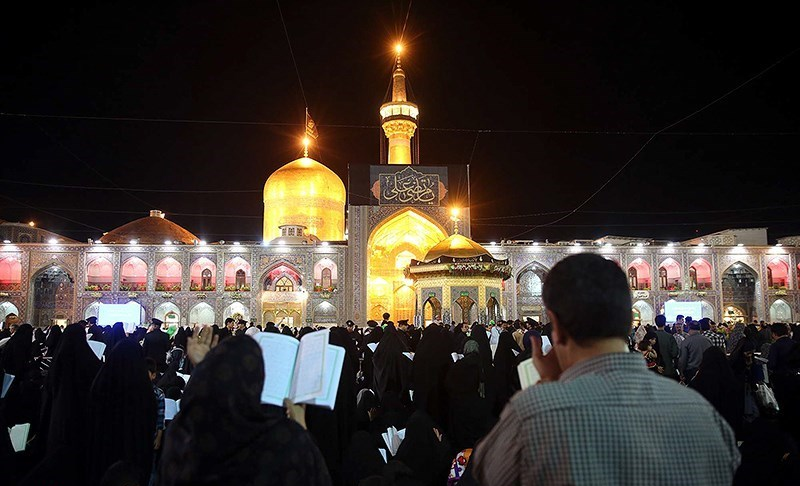
みいつの夜

『みいつ』（御厳、御稜威）とは、クルアーンにおける第97番目の章（スーラ）。5つの節（アーヤ）から成る。

## 内容
この章は ライラ・アル＝カドルを描く。ムハンマドに最初の啓示が下ったのは西暦610年のラマダーンの最後の10日のうち、いずれかの奇数日といわれる。そして、その夜のことを「ライラトルカドル」（みいつの夜、ライラ・アル＝カドル）と呼ぶ。44章3節の「祝福された夜」も、これを指しているという解釈がある。
この章や様々なハーディスによれば、ライラトルカドルは、ラマダン月の最後の10日間に含まれる奇数日のいずれかの夜に当たると考えられるが、正確な日付は明確ではない。ムスリムはこの夜を神への祈りと嘆願と悔悛に特に適していると尊ぶ。
おおよその内容はアーヤ1-5節によると以下のようになる。

（1）われらはこれ（メッセージ）をカドルの夜に示した。
（2）カドルの夜とはなにか、何が汝に知らせるのか？
（3）カドルの夜は千の月より良い。
（4）天使たちと精霊が、主人の許しを得て、すべての定めを持って降りてくる。
（5）すべて平安！ 夜明けまで！—スーラ 97 (Al-Qadr)
「カドル（Qadr）」とは、井筒俊彦によると「（神の）意思決定」「（神の）威力」「至高至尊の地位」などに解されており、クルアーンの章名「アル・カドル（Al-Qadr）」の日本語訳は「稜威章」（大川訳）、「定め」（井筒訳）、「聖断の章」（藤本ら訳）、「みいつ」（日本ムスリム情報事務所）などと表される。
第4節の「精霊」は、「ジブリール（ガブリエル）」であると広く考えられている。

## 啓示の時期
これがマッカ啓示かメディーナ啓示かについては論争がある。